# پوچ‌افزار

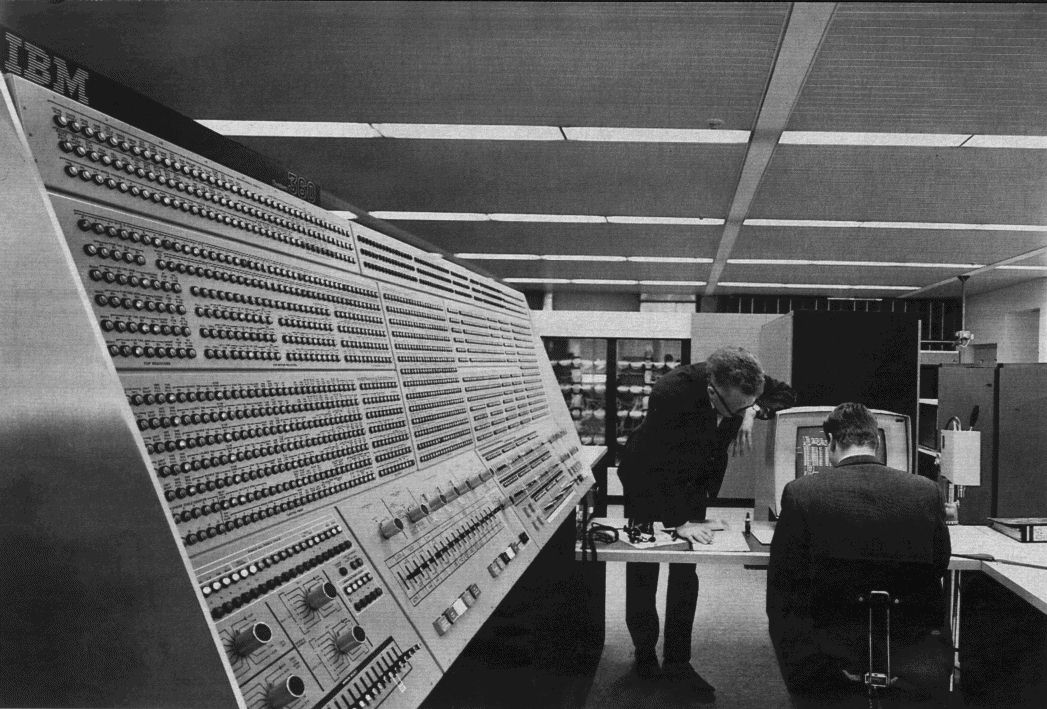
پوچ‌افزار

در صنعت کامپیوتر، پوچ‌افزار (Vapourware، در آمریکا: Vaporware) یک محصول نرم‌افزار، سخت‌افزار یا بازی کامپیوتری است که سازنده ادعا می‌کند آن را در آینده عرضه می‌کند، ولی هرگز در موعد مقرر عرضه نمی‌شود یا هرگز عرضه نمی‌شود و به‌طور رسمی هم توسعه آن متوقف نمی‌شود.
معمولاً شرکت سازنده با ساخت چنین افزاری مشغول است اما به تولید رسیدن آن مورد تردید است؛ بنابراین شکاکان نسبت به چنین محصولاتی برای اشاره انتقادی به این محصولات آن‌ها را پوچ‌افزار می‌نامند.

## ریشه
کلمه “Vaporware” در سال ۱۹۸۲ توسط یک مهندس مایکروسافت برای توصیف سیستم عامل Xenix این شرکت ابداع شد. این اصطلاح در اوایل شماره ماه مه ۱۹۸۳ مجله Sinclair User با املای “Vapourware” در انگلیسی بریتانیایی به چاپ رسید.

## ویژگی‌ها
اخبار پوچ‌افزار اغلب ماه‌ها یا سال‌ها قبل از انتشار نمونه واقعی آن اعلام می‌شود. این اقدام از سوی شرکت‌ها برای جلب توجه مردم و رسانه‌ها و از سوی دیگر به قصد جلوگیری از رفتن مشتریان به سمت محصولات رقیب با قابلیت‌های بیشتر انجام می‌شود. یکی دیگر از ویژگی‌های پوچ‌افزار، عدم ارائه هرگونه جزئیات در مورد محصول معرفی شده است. پوچ‌افزار مانند سراب است؛ یک وعده فریبنده که ممکن است هرگز تحقق نیابد.

## نمونه‌ها

###### Xenix
مدت‌ها قبل از ظهور ویندوز، مایکروسافت طیف وسیعی از سیستم عامل‌ها را توسعه داد. تأثیرگذارترین آنها MS-DOS بود که به‌طور گسترده‌ای برای موقعیت مایکروسافت به عنوان یکی از بزرگ‌ترین شرکت‌های فناوری در جهان شناخته می‌شود. با این حال، در سال ۱۹۷۹ مایکروسافت مجوز نسخه ۷ یونیکس را از AT&T خریداری کرد.
این توافق به این معنی بود که آنها نمی‌توانستند محصول خود را یونیکس بنامند، بنابراین نام آن به Xenix تغییر یافت و به‌جای مصرف‌کنندگان نهایی، منحصراً به تولیدکنندگان OEM فروخته شد.
محاسبات در اوایل دهه ۱۹۸۰ هنوز در مراحل ابتدایی خود بود و شرکت‌های بزرگ فناوری آن زمان برای تسلط در حال مبارزه بودند. IBM و مایکروسافت در اوایل دهه بر روی بسیاری از پروژه‌ها با هم کار کرده بودند. با این حال، در سال ۱۹۸۴ IBM، زنیکس مایکروسافت را برای PC/IX شرکت سیستم‌های تعاملی رد کرد. تقریباً در همان زمان، AT&T شروع به عرضه نسخه یونیکس خود، معروف به System V کرد.
پس از مدتی مایکروسافت علاقه خود را به Xenix از دست داد. تیم توسعه از پروژه خارج شد و دوباره به پروژه OS/2 با IBM منصوب شد. هیچ اطلاعیه رسمی در مورد مرگ Xenix اعلام نشده است، اما گزارش‌ها حاکی از آن است که منشأ اصطلاح Vaporware زمانی که از مایکروسافت در مورد وضعیت پروژه پرسیده شد، یک توسعه دهنده بود.
مایکروسافت بی سر و صدا حقوق Xenix را به SCO در سال ۱۹۸۷ فروخت.

###### Half-Life 2: Episode Three
شرکت Valve احتمالاً بیشتر به خاطر استیم، پلتفرم توزیع بازی‌های ویدیویی آنها شناخته شده است. استیم در سال ۲۰۰۳ راه اندازی شد و در حال حاضر با بیش از یک میلیارد حساب ثبت شده، تقریباً ۲۰ درصد از فروش جهانی بازی‌های رایانه شخصی را به خود اختصاص داده است. قبل از استیم، Valve فرانچایز بازی‌های تیراندازی اول شخص Half-Life را تولید کرد.
پس از دو بازی Half-Life و Half-Life 2 ولو سه‌گانه‌ای از بازی‌های کوتاه‌تر Half-Life 2: Episodes One, Two & Three را معرفی کرد. قسمت ۲ در اکتبر ۲۰۰۷ منتشر شد و امتیاز ۹۰ از ۱۰۰ را در متاکریتیک کسب کرد.
Half-Life 2: Episode Three قرار بود قبل از کریسمس ۲۰۰۷ منتشر شود. فصل جشن فرا رسید اما بدون اینکه Valve در مورد وضعیت بازی صحبت کند. کانسپت آرت در سال ۲۰۰۸ به بیرون درز کرد، اما Valve هنوز از اظهار نظر خودداری می‌کرد. سال‌ها تنها با ارجاعات زودگذر به قسمت سوم گذشت، اگرچه توسعه‌دهندگان و نویسندگان گهگاه در طول مصاحبه‌ها دربارهٔ آن بحث می‌کردند.
در مصاحبه ای در سال ۲۰۱۵، مدیر ولو Gabe Newell گفت که به‌طور کلی، به دلیل ساختار بدون مدیریت، توسعه بازی تنها زمانی اتفاق می‌افتد که تعداد زیادی از کارمندان تصمیم بگیرند که همه با هم روی یک پروژه کار کنند.
بسیاری این را اعتراف ضمنی می‌دانستند که اپیزود سوم هرگز روشنایی روز را نخواهد دید. با این حال، از سال ۲۰۲۳، Valve هنوز به‌طور رسمی تأیید نکرده است که آیا Half-Life 2: Episode Three لغو شده است یا خیر.
- لیست از پوچ‌افزار